# Фокичев, Сергей Ростиславович
Сергей Ростиславович Фо́кичев (4 февраля 1963, Череповец, Вологодская область) — советский конькобежец, заслуженный мастер спорта СССР (1984).

## Биография
Окончил МОГИФК (1986). Кандидат педагогических наук (1992). Выступал за «Вооружённые Силы» (Москва). Тренер — В. И. Кащей.
Олимпийский чемпион 1984 года на дистанции 500 м (38,19). Достижение Фокичева удивительно ещё и тем, что перед Играми в Сараево в 1984 г на первенстве Союза он финишировал лишь третьим на пятисотметровке, пройдя дистанцию с риском для себя. На самих же Играх в Югославии Сергей смог обойти самого Гаэтана Буше, канадского спринтера, двукратного чемпиона той Олимпиады.
Чемпион мира 1984, 1985, 1987 на дистанции 500 м.
Двукратный чемпион СССР на дистанции 500 м (1985, 1987). Победитель VI зимней Спартакиады народов СССР.
Участник зимних Олимпийских Игр 1988 в Калгари (четвертое место на 500 м).
С апреля 2013 года — начальник Департамента физической культуры и спорта Вологодской области.